# معصومه خاوری
معصومه خاوری (زاده ۱۳۶۴ در ولسوالی/ شهرستان دره‌صوف بالا ولایت سمنگان)
سیاستمدار هزاره اهل افغانستان است. وی هم‌اکنون سرپرست وزارت مخابرات و تکنالوژی معلوماتی است. معصومه خاوری سابقهٔ نمایندگی مردم ولایت (استان) سمنگان در دوره شانزدهم مجلس نمایندگان و مشاوریت رئیس‌جمهوری را نیز در کارنامهٔ دارد.

## زندگی‌نامه
معصومه خاوری زادهٔ ۱۳۶۴ خورشیدی در ولسوالی/شهرستان دره صوف ولایت سمنگان افغانستان است. او تحصیلات مدرسهٔ خود را در سال ۱۳۸۱ در ایران به پایان رساند. معصومه خاوری تحصیلات دانشگاهی خود را در رشتهٔ زبان ترکی و در دانشگاه غزی کشور ترکیه ادامه داد و توانست در سال ۱۳۸۴ سند فراغت این رشته را به دست آورد. وی سپس در رشتهٔ علوم صحی و تکنالوژی طبی در دانشگاه آنکارا ترکیه به ادامه تحصیل پرداخت و توانست در سال ۱۳۸۸ تحصیلات خود را در این رشته به پایان برساند. معصومه خاوری در سال ۱۳۹۸ از دانشگاه پیام نور ایران در رشته حقوق فارغ‌التحصیل شد.

## دوره شانزدهم مجلس نمایندگان
معصومه خاوری در دورهٔ شانزدهم شورای ملی افغانستان به نمایندگی از مردم سمنگان توانست به پارلمان راه یابد. وی در این دوره عضو و منشی کمیسیون امور عدلی، قضایی، اصلاحات اداری و مبارزه با فساد اداری و همچنین عضو کمیسیون حقوق بشر، جامعه مدنی و امور زنان بود.

## دوره هفدهم مجلس نمایندگان
کمیسیون مستقل انتخابات افغانستان نام معصومه خاوری را از فهرست نهایی نامزدان انتخابات مجلس ۱۳۹۷ حذف کرد.
کمیسیون مستقل انتخابات دلیل رد صلاحیت وی را دلایل زیر برشمرد:
1. داشتن افراد مسلح غیرقانونی.
2. عرایض و شکایات مندرج دوسیه علیه.
3. ارائه اسناد جعلی و تزویری از صورت عدم مسئولیت در فرماندهی امنیه ولایت سمنگان.

## دیگر فعالیت‌ها
دیگر فعالیت‌های معصومه خاوری:
- فعالیت در شفاخانه‌های (بیمارستانهای) ترکیه و افغانستان.
- کارمند بخش ترکی تلویزیون راه فردا.
- مشاور ریاست اجرائیه در سال ۱۳۸۹.[۲]